# Base Gran Muralla

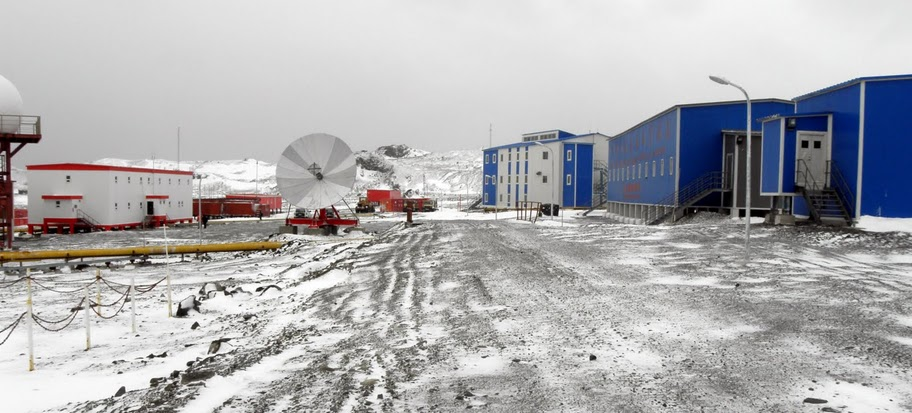
Base Gran Muralla (2011).

Mapa de la isla Rey Jorge.

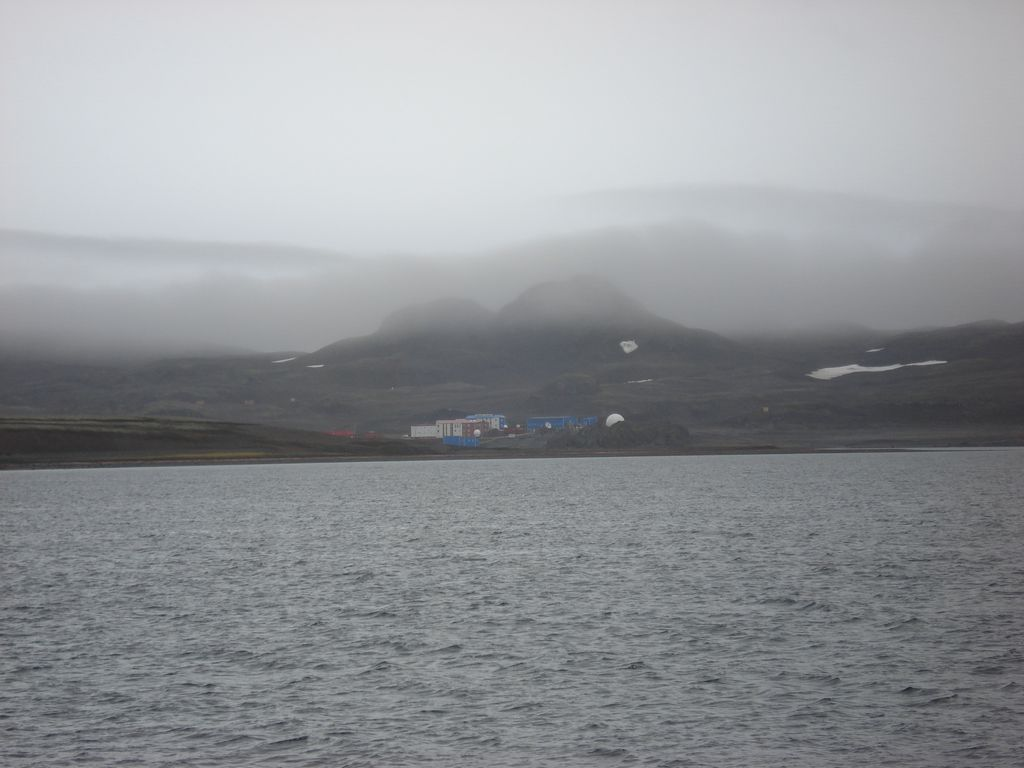
Base Gran Muralla (2009).

La Base Gran Muralla (en en chino tradicional, 長城站; en chino simplificado, 长城站; pinyin, Chángchéng Zhàn) es una base antártica permanente de la República Popular China localizada en el sur de la península Fildes, en la zona occidental de la isla Rey Jorge/25 de Mayo en las islas Shetland del Sur.
Ubicada en una zona libre de hielo permanente, y a una altitud de 10 m, 2 km al sur del complejo de la base chilena Frei, la estación es la primera base antártica construida por China. El área de la estación ocupa un terreno de 2,52 km². Cuenta con 15 edificios que cubren una superficie total de aproximadamente 5000 m², que incluyen un edificio de dos pisos, la casa de máquinas, el edificio n.º 1 y el edificio n.°2, el edificio de almacenamiento, el garaje, el de meteorología y el de comunicaciones, el de ciencia y varios otros edificios para investigaciones científicas específicas (observación de mareas, terremotos, valor absoluto de la geomagnética, física de la atmósfera superior, Doppler satelital y la sala de detección geomagnética).
La base fue inaugurada por la 1° Expedición Nacional de Investigación Antártica China (CHINARE-1) el 20 de febrero de 1985 y ha operado continuamente. Recibió su nombre en homenaje a la Gran Muralla China.
La población de verano es de 40 personas, que se reduce a 14 durante el invierno.
La base efectúa estudios científicos de cartografía (desde 1990), geomagnetismo (desde 1985), glaciología continental y marina (desde 1992), biología terrestre (desde 1992), biología humana (desde 1992), limnología (desde 1986), meteorología (desde 1985), biología marina (desde 1990), geología (desde 1985), geofísica (desde 1985), sismología (desde 1985), monitoreo de mareas (desde 1986). Desde 1988 se ocupa además del estudio de la ionósfera y de las auroras polares.
La base tiene un refugio en la isla Nelson, el refugio Península Stansbury, a 62°14′50″S 58°58′41″O / -62.24722, -58.97806 que fue construido en 1987. Otro refugio se halla sobre el estrecho Fildes, en el extremo sur de la península Fildes a 2 km al sudoeste de la base.

## Sitio y Monumento Histórico
El monolito erigido para conmemorar la instalación de la Base Gran Muralla por parte de la República Popular China fue designado Sitio y Monumento Histórico de la Antártida N.º 52 bajo el Tratado Antártico.